# Badile Lubamba
Badile Lubamba (Kinshasa, 26 april 1976) is een Zwitsers voormalig voetballer van Congolese afkomst die speelde als verdediger.

## Carrière
Lubamba speelde in de jeugd van US Bazoges-Beaurepaire voordat hij verder speelde in de jeugd van FC Bulle en Lausanne Sports. Hij speelde enkele wedstrijden voor Bulle maar maakte zijn profdebuut voor Lausanne. Hij speelde nadien voor FC Meyrin en SR Delémont voordat hij terug keerde naar Lausanne. Van 1999 tot 2000 speelde hij voor FC Luzern. Hij maakte in 2000 de overstap naar FC Lugano om een jaar later over te stappen naar de Franse club Troyes AC. Nadien zat hij een tijdje zonder club maar kreeg toch een contract bij FC Sion. In 2006 speelde hij voor Neuchâtel Xamax en voor AS Vita Club uit zijn geboorteland, waar hij speelde tot in 2008. Hij sloot zijn carrière af bij FC La Tour in de derde klasse
Hij speelde twee interlands voor Zwitserland waarin hij niet tot scoren kwam.